# 164 (număr)
164 (o sută șaizeci și patru) este numărul natural care urmează după 163 și precede pe 165 într-un șir crescător de numere naturale.

## În matematică
164
- Este un număr compus.[1]
- Este un număr deficient.[2][3]
- Este cel mai mic număr care poate fi exprimat prin concatenarea a două pătrate în două moduri diferite (1_64 și 16_4).
- Valoarea funcției Mertens pentru 164 este 0.
- În baza 3 este un număr palindromic.

## În știință

### În astronomie
- Obiectul NGC 164 din New General Catalogue este o galaxie spirală cu o magnitudine 13,163 în constelația Peștii.
- 157 Eva este un asteroid din centura principală.
- 164P/Christensen este o cometă periodică din Sistemul Solar.

## În alte domenii
164 se poate referi la:
- Solvent Red 164, roșu sintetic diazo dye.
- Recomandarea E.164 a ITU-T, care definește numerotări folosite în rețele de telecomunicații.
- Tabla de Scrabble 15 x 15 are 164 de pătrate fără multiplicator sau alte atribute.
- Rural Municipality of Chaplin No. 164 este o municipalitate rurală din Canada